# Arterijska gasna embolija
Arterijska gasna embolija, je zdravstveni poremećaj uzrokovan prisustvom mehurića vazduha u arterijskom krvotoku koji dovodi do začepljenja krvnih sudova mozga, pluća ili srca i izazivaju obimne paralize, zastoj disanja, gušenje, infarkt mozga, pluća ili srca i druge poremećaje. Rastezanje plućnih alveola izazvano porastom pritiska gasa, uz lokalnu patologiju pluća, dovodi do ruptura, alveola i izlaska i prodora gasa u arterijsku cirkulaciju.
Arterijske gasna embolija je glavni razlog smrti u ronjenju uzrokovan plućnom barotraumom koji obično biva neotkriven.

## Osnovni pojmovi
Embolija
Je začepljenje krvnog suda prouzrokovano stranim telom (embolusom) dospelim krvnom strujom do mesta na kome je izazvalo njegovo potpuno ili delimično začepljenje.
Embolus
Je strano telo koje može biti deo ugruška krvi (tromba) ćelije tumora, mast, vazduh, veliki broj bakterija i paraziti. Gasni embolus se obično sastoji od vazduha, ali oni se mogu pojaviti i kao embolusi drugih gasova; ugljen-dioksida, azot oksidula i azota.
Gasna embolija
Je zdravstveno stanje uzrokovano gasnim mehurićem dospelim krvnom strujom do mesta na kome je on izazvalo njegovo potpuno ili delimično začepljenje.

## Istorija
Sindrom arterijska gasna embolija (u septalnom defektu) prvi je opisao J. Cohnheim 1877. godine.
Hagan je 1984. godine na klinici Mejo podneo izvještaj nakon analize 965 osoba, sa navodno normalnim srcem, da je kod 25% slučajeva koji su u životu imale srčano oboljenje, otkrio septalni defekt (patent foramen ovale) na obdukciji.

## Etiologija
Male količine vazduha često prodiru u krvotok slučajno ili tokom operacije i drugih medicinskih postupaka (npr. u toku intravenskog unosa leka, laparoskopskih procedura i drugih hirurških zahvata itd) ali one u venskoj cirkulaciji mogu proći bez simptoma, mada i tako male količine vazduha mogu dovesti do teških sekvela. U svakodnevnoj praksi je prihvaćeno da više od 50 ml vazduha može izazvati pad krvnog pritiska i poremećaje srčanog ritma a više od 300 mL vazduha može biti smrtonosno jer se većina tih vazdušnih embolusa unetih u vene zaustavlja u plućima.
Arterijska gasna embolija može nastati na jedan od sledećih načina
U toku povrede plućnog parenhima, u venama pluća nastaju venski gasni embolusi (venska gasna embolija) zbog oštećenja plućnog vaskularnog filtara (paradoksalna gasna embolija), koji se preko otvor, na septumu srca, poznatog kao foramen ovale (javlja se u oko 25% opšte populacije stanovništva), mogu prodreti u levu stranu srca, i dalje prema mozgu ili koronarnoj arteriji i odgovorni su za najteže simptome embolije.
U toku pneumotoraksa, koji je drugi glavni mehanizam nastanka arterijske gasne embolije, ili "pucanja pluća" izazvanog visokim pritiskom gasa koji dovodi do oštećenja alveolo-kapilarne membrane i prodora gasa u krvne sudove. Većina autora se slaže da je razlika u pritiscima između alveola i okoline od 10,7 kPa dovoljna da uzrokuje rupturu nežnog plućnog tkiva. Znači da se razlika pritisaka dovoljna za plućnu barotraumu može postići i u veoma plitkoj vodi, tek nešto više od jednog metra. Slična situacija može se dogoditi u hipobaričnim komorama ili visokoletećim avionima tokom nagle dekompresije kabine, ukoliko dođe do namernog zadržavanja daha.

## Patogeneza
Patogeneza arterijske gasne embolije zavisi od količine vazduha, brzine ulaska i lokalizacije gasnih mehurića u srcu, plućnoj i srčanoj cirkulaciji, stanja srca, položaja bolesnika, vrste gasa itd.
Velike količine vazduha mogu da ispune srce, zaustave cirkulaciju i prouzrokuju naglu smrt, jer veliki deo vazduha se sabija kontrakcijom komora srca i ne prolazi u arterije. Ako se radi o manjim količinama vazduha one mogu da prođu kroz srce, ali se zaglavljuju u manjim krvnim sudovima, najčešće u mozgu srcu, plućima itd. Ako je pritisak narastao dovoljno visoko, u pacijenta koji je jedan od 20% do 30% stanovništva s otvorenim foramenom ovale, mehurići vazduha tada mogu prodreti u levu stranu srca, i dalje prema mozgu ili koronarnoj arteriji i odgovorni su za najteže simptome embolije.
Trauma pluća takođe može uzrokovati vazdušnu emboliju. To se događa kod pacijenata na veštačkom disanju, kada se vazduh u pluća utiskuje pod povišenim pritiskom i može dovesti do oštećenja vena i arterija, prodor vazduha i iznenadnu smrt. Iste promene mogu nastati i kod ronilaca koji zadržavaju dah dok izronjavaju u toku ronjenja, kada pritisak vazduha u plućima ili plućnim arterijama i venama na sličan način,izaziva emboliju s obzirom na razliku pritiska.
Druge posledice barotraume pluća koje su dijagnostikovane tokom ovih zadesa su pneumotoraks i pneumomedijastinum.
Početni efekat mehurića vazduha je prekid protoka krvi u krvnom sudu u kome je mehurić zastao, (najčešće u distalnim arteriolama). Zbog mehaničkog začepljenja, distalno od opstrukcije dolazi do ishemije i prateće hipoksije koju vrlo brzo prati i pojava otoka (edem). Kada se mehurić gasa rekompresijom i rastvori, može doći do izostanka uspostavljanja cirkulacije tkiva zbog otoka i formiranja fibrinskih ugrušaka. Mehanički dejstvom mehurića može nastati i oštećenje endotelnih ćelija krvnog suda. Ovo oštećenje se pogoršava dekompresijom pošto se vazdušna embolija već odigrala a mehurić je zaglavljen distalno u vaskularnom koritu.

## Klinička slika
Klinička slika cerebralna arterijske gasne embolije uključuje iznenadnu pojavu nesvestice udruženu sa generalizovanom ili fokalnom oduzetošću. Vrlo brzo javlja se konfuzija, vrtoglavica i glavobolja.
U jednoj seriji od 24 slučaja,u kojima je uzrok bolesti bila arterijska gasna embolija, promene kod 9 slučaja dogodile su se u toku uspona u vodi, kod 11. u roku od jednog minuta na površini a kod 4 unutar 3-10 minuta na površini.
Ostale kliničke manifestacije uključuju iznenadnu pojavu hemiplegije (paralizu na jednoj strani), slabost, gubitak osjećaja, poremećaj vid, sljepilo, glavobolju, oštećenja kranijalnih živaca i poremećaj sluha. Svi ovi simptomi nastaju naglo a na njih se nadovezuju i promene kao što su bolovi u grudnom košu i krvav, površan ispljuvak.

## Diferencijalna dijagnoza
| Arterijska gasna embolija (AGE)                                                                 | Dekompresiona bolest (DB) |
| Nastaje kao posledica barotraume pluća                                                          | Nastaje zbog prebrzog izlaska viška azota iz tkiva |
| Nastaje zbog prekida protoka vazduha kod zadržavanja daha                                       | Nastaje zbog nepoštovanje dubine i trajanja vremena ronjenja,nepravilna upotreba \|zaštitne letačke opreme,nepoštovanje propisa vezanih za uslove rada u sredini pod povišenim \|pritiskom (kesoni, tuneli, rudnici,barokomore) |
| Uzrokuju je mehurići vazduha u arterijskoj cirkulaciji                                          | Uzrokuju je mehurići azota u tkivima i venskoj cirkulaciji |
| Nastaje par minuta nakon izrona (najčešće 10-20 min.)                                           | Nastaje nekoliko minuta do 48 sati nakon izrona, (uglavnom unutar 6 sati) |
| Klinička slika:nesvestica; diskretna neurološki poremećaji; ili srčani problemi                 | Klinička slika: (promenljiva, ponekad je slična AGE); najčešće bolovi u početku sa parestezijom; koja napreduju do paralize i šoka                                                                                              |
| Nakon prve pomoći, promenljiv učinak, često bez rezultata                                       | Nakon prve pomoći, simptomi se poboljšavaju ili u potpunosti nestaju |
| Leči se u rekompresionoj hiperbaričnoj komori                                                   | Leči se u rekompresionoj hiperbaričnoj komori |
| Najčešće zbog kašnjenja sa dijagnostikom smrtni ishod, sa teškim posledicama kod preživljavanja | Veći procenat preživljavanja i manje posledice |

Arterijska gasna embolija izazvana je ulaskom gasa u cirkulaciju pri nagloj dekompresiji usled rupture alveola pluća i dekompresiona bolest imaju vrlo sličan tretman, jer su oba uzrokovane mehurićima gasa u telu. Njihov spektar simptoma se preklapa, mada su oni kod arterijske gasne embolija značajno teži i često su uzrok smrti zbog začepljenja mehurićima gasa u tkivima. Dekompresija u plućima može uzrokovati pojavu velikih gasnih embolusa koji kroz rupturu u plućnim venama utiskuju alveolarni vazduh u sistemsku cirkulaciju. Gasni embolusi mogu dospeti do koronarnih, cerebralnih i drugih sistemskih arteriola. Ovi mehurića gasa se dalje šire kako se pritisak smanjuje, čime se povećava težina kliničke slike. Simptomi i promene zavise o mestu do koga je embolus dospeo. Pojava embolusa u koronarnim arterijama može dovesti do infarkta ili poremećaja ritma miokarda. Embolusi u cerebralnim arterijama mogu izazvati moždani udar i druge prateće poremećaje.

Razlika između cerebralnog oblika arterijska gasna embolija i dekompresiona bolest tipa II nervni oblik, zasniva se na iznenadnoj pojavi simptoma. Kod arterijske gasne embolije simptomi se obično javljaju u roku od 10-20 minuta nakon zadesa. Višestruka pojava sistemskih promena je uključena u simptomatologiju bolesti. Klinički znaci se javljaju iznenada ili postupno, počevši od vrtoglavica, glavobolje do duboke anksioznosti. Više teških simptomima, kao što su dezorijentacija, šok i jaki grčevi, koji se mogu brzo dogoditi mogu rezultovati i smrću.

## Lečenje
Svaki bolesnik koji u anamnezi ima podatak o promeni pritiska, povredu ili invazivnu medicinsku proceduru, a kod njega nastanu akutni neurološki ispadi treba posmatra kao slučaj cerebralne vazdušne embolije sve dok se ne dokaže drugačije. Vazduh se može oftalmološkim pregledom uočiti u krvnim sudovima očnog dna, i takav je nalaz bitan dokaz za cerebralnu vazdušnu emboliju. Vazdušni mehurić u cerebralnoj cirkulaciji može se precizno lokalizovati skenerom i magnetnom rezonancom ali su to relativno dugotrajne procedure pa se njihovo korišćenje u dijagnostičke svrhe ne preporučuje. U slučajevima cerebralne gasne embolije, vreme se meri u minutima i svako odlaganje tretmana smanjuje izglede na uspeh.
Postupak lečenja arterijske gasne embolije treba usmeriti u više pravca: 
1. Prevencija daljeg ulaska vazduha
Prevencija daljeg ulaska vazduha postiže se podizanjem venskog pritiska. Mere kojima se podiže venski pritisak su:
- Kompresija jugularnih vena.
- Dekompresioni tretman u hiperbaričnoj komori u kojoj se celo telo izlaže povišenom pritisku okoline što obezbeđuje kontinuiranu ventilaciju pozitivnim pritiskom.[15][16]
- Brza intravenska infuzija.
- Postavljanje bolesnika u levi lateralni položaj sa glavom naniže.
- Hitnija evakuacija (emboliziranog) vazduha iz desnog srca.

2. Evakuacija vazduha
Evakuacija vazduha vrši se kroz pravilno postavljen centralni venski kateter. U slučaju hipotenzije (pada krvnog pritiska) daju se lekovi koji, osim regulacije krvnog pritiska, utiču i na eliminaciju vazduha iz desnog srca. 
3. Simptomatska terapija
Simptomatska terapija primenjuje se u skladu sa vrstom i intenzitetom poremećaja.

## Prognoza
Prognoza zavisi od vremena proteklog od postavljanja dijagnoze do započinjanja tretmana. Ukoliko se želi izbeći značajan mortalitet i morbiditet, kliničari u jedinicama intenzivne nege moraju misliti na mogućnost gasne embolije, jer svako kašnjnje u dijagnostici može izazvati teške posledice po pacijenta.
Iskustva u lečenju 36 obolelih od arterijske gasne embolije su sledeća: izlečenje nakon inicijalnog tretmana kod 47.2%, poboljšanje kod 33.3% (uz zaostatak trajnih oštećenja kod 13%) i smrtnost u 19.4% obolelih ronilaca).

## Prevencija
Prevencija nesreće počinje sa dobrim fizičkim priprema, ronilačkim ispitom i dobrom psihološkom pripremom pre ronjanja, kako bi se sprečila sklonost ka panici, što ima za krajnji cilj sprečavanje zadržavanje daha pri Skuba ronjenju.
Kvalitetnim sistematskim pregledom ronilaca/pilota mora se isključiti sumnja na postojanje srčanog defekta-foramen ovale. Kod bilo kakve sumnje mora se obaviti ehokardiografija i isključiti prisustvo srčanog defekta foramen ovale.

## Spoljašnje veze
- „”. Архивирано на веб-сајту  (22. април 2021)
- „”. Архивирано на веб-сајту  (24. септембар 2015)